# Данфермлін (Іллінойс)
Данфермлін (англ. Dunfermline) — селище (англ. village) в США, в окрузі Фултон штату Іллінойс. Населення — 262 особи (2020).

## Географія
Данфермлін розташований за координатами 40°29′29″ пн. ш. 90°1′56″ зх. д. / 40.49139° пн. ш. 90.03222° зх. д. (40.491423, -90.032090).  За даними Бюро перепису населення США в 2010 році селище мало площу 0,34 км², уся площа — суходіл.

## Демографія
Згідно з переписом 2010 року, у селищі мешкало 300 осіб у 123 домогосподарствах у складі 79 родин. Густота населення становила 885 осіб/км².  Було 132 помешкання (389/км²).
Расовий склад населення:
| - 96,0 % — білих - 3,3 % — корінних американців |

До двох чи більше рас належало 0,7 %. Частка іспаномовних становила 0,0 % від усіх жителів.
За віковим діапазоном населення розподілялося таким чином: 23,3 % — особи молодші 18 років, 58,4 % — особи у віці 18—64 років, 18,3 % — особи у віці 65 років та старші. Медіана віку мешканця становила 42,4 року. На 100 осіб жіночої статі у селищі припадало 91,1 чоловіків;  на 100 жінок у віці від 18 років та старших — 87,0 чоловіків також старших 18 років.
Середній дохід на одне домашнє господарство  становив 47 161 долар США (медіана — 43 750), а середній дохід на одну сім'ю — 51 899 доларів (медіана — 55 625). За межею бідності перебувало 31,1 % осіб, у тому числі 52,7 % дітей у віці до 18 років та 12,9 % осіб у віці 65 років та старших.
Цивільне працевлаштоване населення становило 117 осіб. Основні галузі зайнятості: освіта, охорона здоров'я та соціальна допомога — 31,6 %, роздрібна торгівля — 12,8 %, виробництво — 12,8 %.